# Манган
Манґан (манган; хімічний знак — {\displaystyle {\ce {Mn}}}, лат. manganum) — хімічний елемент з атомним номером 25, що належить до 7-ї групи, 4-го періоду періодичної системи хімічних елементів.

Проста речовина — манґан (заст. марганець).

## Загальна інформація
Атомна маса мангану 54,9381 а.о.м. Це сріблясто-білий крихкий метал. Густина 7,470 (293 К), tплав 1244 °С, tкип 2095 °С. Манган парамагнітний при низьких температурах. Це поширений елемент, його кларк в земній корі 0,1 % (за масою), в ультраосновних породах — 0,15 %, основних — 0,2 %, середніх — 0,12 %, кислих — 0,06 %, осадових — 0,07 %, кам. метеоритах — 0,2 %. Вміст мангану в океанічній воді 2·10−7 %, в живій речовині Землі 1·10−3%, у ґрунті 8.5·10−2%.
Манган повільно реагує з водою, розчиняється в кислотах, реагує з усіма неметалами (при нагріванні), крім водню. Представлений в основному оксидами, карбонатами і в меншій мірі — силікатами мангану. Основні мінерали мангану: піролюзит, гаусманіт, псиломелан, манганіт, брауніт, родохрозит, родоніт. Крім того, манган містять мінерали: велініт. Внаслідок кристалохімічної близькості мангану до трьох найважливіших петрогенних елементів — Fe, Mg, Ca — широко представлений як ізоморфна домішка в породотвірних мінералах (олівінах, ґранатах, слюді, карбонатах). Значну кількість мангану містять залізо-манганові конкреції.

## Історія
Перший зразок металевого мангану одержав Йоган Ґоттліб Ган у 1774 р. відновленням MnO2 вугіллям.

## Походження назви
Слово «манґан» походить від нім. Mangan, і далі від італ. manganese. Щодо походження італійського слова є дві версії: згідно з першою, воно є викривленим сер.-лат. magnesia («маґнезія», історична назва ряду сполук маґнію і манґану), за другою — сходить до грец. μαυγάυμι («добре наводжу блиск»). Очевидно, зв'язано з окиснювальними властивостями сполук мангану.
Інша назва, «марганець», походить від рос. марганец, що утворилося шляхом метатези німецького Manganerz («манґанова руда»), складеного з Mangan та Erz («руда»).

## Отримування
Металевий манґан отримують у процесі термічного відновлення безводних галогенідів манґану(II), а також електролізом водних розчинів сульфату манґану(II) з сульфатом амонію. Отримання чистого манґану шляхом відновлення з оксидів є доволі складним через те, що з багатьма відновниками (Al, C, Mg) він утворює сплави.
У результаті відновлення коксом оксидів MnO2, Mn3O4, Mn2O3, MnO, отримують металевий манґан, забруднений вуглецем. Задля уникнення цього, беруть надлишок оксидів. Зазвичай відновлення відбувається у тиглях з оксиду магнію в електричних печах у присутності сульфату натрію.
Для отримання металевого манґану методом алюмінотермії беруть Mn3O4 (його отримують прокалюванням оксидів MnO2, Mn2O3):
{\displaystyle \mathrm {3Mn_{3}O_{4}+8Al{\xrightarrow {1979^{o}C}}9Mn+4Al_{2}O_{3}} }
При відновленні безводних галоґенідів MnF2, MnCl2, MnBr2, MnI2 натрієм, маґнієм або воднем (за нагрівання, без доступу кисню), утворюються кристали металевого мангану та відповідний галоґенід:
{\displaystyle \mathrm {MnF_{2}+Mg{\xrightarrow {t}}Mn+MgF_{2}} }
{\displaystyle \mathrm {MnBr_{2}+H_{2}{\xrightarrow {t}}Mn+2HBr} }
Для отримання манґану електролізом використовується розчин, що містить сульфат манґану(II) (або його кристалогідрат) та сульфат амонію.
{\displaystyle \mathrm {2MnSO_{4}+2H_{2}O{\xrightarrow {electrolysis}}2Mn\downarrow (catode)+O_{2}\uparrow (anode)+2H_{2}SO_{4}} }

## Хімічні властивості
Металевий манґан взаємодіє з розігрітою водяною парою:
{\displaystyle \mathrm {Mn+2H_{2}O{\xrightarrow {150^{o}C}}Mn(OH)_{2}+H_{2}} }
При нагріванні він взаємодіє з киснем, а також з деякими іншими неметалами:
{\displaystyle \mathrm {4Mn+3O_{2}{\xrightarrow {<450^{o}C}}2Mn_{2}O_{3}} }
{\displaystyle \mathrm {Mn+O_{2}{\xrightarrow {<800^{o}C}}MnO_{2}} }
{\displaystyle \mathrm {3Mn+2O_{2}{\xrightarrow {>800^{o}C}}MnO\cdot Mn_{2}O_{3}} }
{\displaystyle \mathrm {3Mn+4F_{2}{\xrightarrow {>100^{o}C}}MnF_{2}+2MnF_{3}} }
{\displaystyle \mathrm {Mn+2F_{2}{\xrightarrow {600^{o}C}}MnF_{4}} }
{\displaystyle \mathrm {Mn+S{\xrightarrow {<1580^{o}C}}MnS} }
Манґан реагує з кислотами:
{\displaystyle \mathrm {Mn+2HCl{\xrightarrow {}}MnCl_{2}+H_{2}} }
{\displaystyle \mathrm {Mn+H_{2}SO_{4}{\xrightarrow {}}MnSO_{4}+H_{2}} }
{\displaystyle \mathrm {Mn+2H_{2}SO_{4}(conc.){\xrightarrow {70-80^{o}C}}MnSO_{4}+SO_{2}+2H_{2}O} }

## Застосування

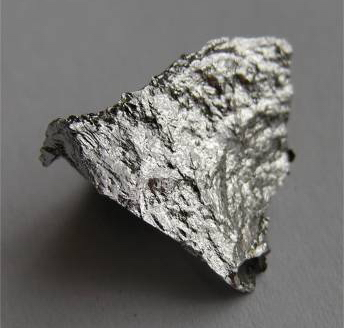
Манган

Манґан використовується головним чином у чорній металургії (майже 95 % мангану йде на розкиснення і десульфуризацію сталі та чавуну, і на додатки в спеціальні сталі), при виплавці різних сплавів кольорових металів, для створення антикорозійних покриттів. Додавання манґану до заліза та сталі істотно підвищує їхню в'язкість, ковкість і твердість. У розплав манґан вводять у вигляді феромангану (70–80 % Mn, 0,5–1 % С, інше Fe). У кольоровій металургії манган застосовується для отримання манґанової бронзи, латуні та інших сплавів з кольоровими металами, що підвищує їхню міцність і додає антикорозійні властивості. У металургії використовуються руди із вмістом 30–36 % манґану і менше 0,2 % фосфору.
Сполуки манґану також широко використовують при виробництві скла, оліфи і в гальванічних елементах (піролюзит), у медицині (перманґанат калію), у фарбувальній справі (хлорид і сульфат манґану). Є також складовою частиною мікродобрив. Діє на центральну нервову систему. Гранично допустима концентрація 0,2 мг/м³.

## Біологічна роль
Манґан впливає на ріст людини.
Необхідний для утворювання кісток, збереження репродуктивної функції організму, метаболізму глюкози та ліпідів. Входить до складу ферментних систем, які виконують окисно-відновні реакції внутрішньоклітинного обміну. В організмі людини міститься 20 мг мангану, найбільше в кістках, решта — у тканинах і мозку. При дефіциті порушується фосфорно-кальцієвий обмін, що призводить до розвитку рахіту. Mn прискорює утворення антитіл, посилює синтез гормонів щитоподібної залози, позитивно впливає на засвоєння йоду. Його сполуки використовують при невритах.
Найбільше мангану в крупах, борошні, малині, смородині, капусті та горосі.